# Banc North Viper
Le banc Viper North (en anglais Viper North Shoal, en mandarin Dūhù ànshā (en sinogrammes 都护暗沙)) est un récif situé en mer de Chine méridionale.

## Toponymie
Le nom du récif vient d'Alexander Dalrymple (1737-1808), géographe écossais, membre de la Royal Society et hydrographe en chef de la Compagnie britannique des Indes orientales et de l'Institut hydrographique du Royaume-Uni. Enregistrements en mer (China Marine Chart Notes) : Le British Viper a découvert un groupe de récifs brisants plus élevés à 8°00/115°25 en 1769. Le récif a ensuite été nommé « North Viper Shoal ».
Le nom annoncé par le Comité d'examen des cartes des eaux et des terres de la République de Chine en 1935 était « North Viper Shoal », le nom annoncé par le Département régional et territorial du ministère de l'Intérieur de la République de Chine en 1947 et le nom standard annoncé par le Comité des noms géographiques chinois de la République populaire de Chine en 1983 étaient tous deux « Monitoring Shoal ». La littérature occidentale l'appelle généralement « North Viper Shoal » ou « Sea Horse »,.

## Géographie
Le banc Viper North est un récif coralliens circulaire sous-marin situé à 109 milles marins au sud-ouest de l'île de Palawan et à 100 milles marins au nord-ouest de l'île de Bornéo. Il se trouve à environ 18 milles marins au sud-est du récif Commodore.

## Litige territorial
Le banc Viper North est actuellement contrôlé par les Philippines mais la Chine en revendique la souveraineté.